# Ильин, Александр Витальевич
Александр Витальевич Ильи́н (род. 15 апреля 1962 года, село Баклаши Шелеховского района Иркутской области) — автор, продюсер и ведущий цикловых информационно-развлекательных и документально-публицистических программ Первого канала. Советник Генерального директора АО «Первый канал»; Советник Генерального директора «Первый канал. Всемирная сеть».
член Общественной палаты ЦФО; член Попечительского Совета ДОСААФ; Председатель жюри Международного фестиваля туристических кинофильмов и телепрограмм «Свидание с Россией»; Член жюри Международного кинофестиваля «Победили вместе!»; Председатель Попечительского Совета Телеканала «Победа»; Член Евразийской Академии телевидения и радио.

## Биография
В 1983 году окончил Новосибирское высшее военно-политическое общевойсковое училище. 1991-92 обучался в Московском ВКИМО (заочно).
В 1979—1998 годах проходил службу в Вооруженных Силах.
В 1990 году — специальный корреспондент отдела военных редакторов-консультантов Гостелерадио СССР.
В 1992 году принимал участие в создании Центральной телерадиостудии Министерства Обороны РФ «Славянка» (ЦТРС МО РФ) и был назначен специальным корреспондентом ЦТРС МО РФ. Готовит информационные сюжеты для выпусков «Новостей», «Вестей», программы «Сегодня».
В 1993 году по итогам фронтовой командировки в Югославию делает на Первом канале специальный выпуск программы «Полигон».
В 1993 году придумал и создал авторскую информационно-развлекательную телепрограмму «Армейский магазин». С января 1994 до 2016 года программа выходила в эфир на Первом канале.
В 1997 году был одним из инициаторов нового проекта Первого канала -благотворительной военно-патриотической акции «Первый в армии!», которая проводится ежегодно на протяжении 23 лет.
С 2002 года заместитель Генерального директора телекомпании РТС, преобразованную позднее в телекомпанию «Останкино».
В 2003 году по просьбе Министерства обороны РФ участвовал в разработке перспективной концепции Телеканала «Звезда».
В 2003 году создал документально-публицистическую программу «Ударная сила» об истории создания лучших отечественных образцов вооружения и техники. За пять в эфире Первого канала показано около 200 документальных фильмов.
В 2004 году стал одним из авторов и разработчиков идеи документального цикла «Спецназы России», который выходил еженедельно в эфире Первого канала до 2007 года.
С 2006 года по инициативе А.Ильина совместно с НЦССХ им. Бакулева для ветеранов Великой Отечественной войны в разных регионах страны ежегодно проводилась акция «Солдатское сердце».
В 2007 году был автором и инициатором информационно-пропагандистской акции Министерства обороны РФ «Служба по контракту — твой выбор!»
С 2008 года продюсировал проект Министерства обороны РФ «Мировой парень» и переформатировал его в Международный конкурс профессионального мастерства военнослужащих «Воин содружества».
С 2009 по 2016 года по инициативе А.Ильина для участников парада, ветеранов Великой Отечественной войны и молодежи во время генеральной репетиции в п. Алабино Московской области ежегодно проводилась патриотическая акция «Под знаменем победы!».
В 2010 году назначен Советником Генерального директора АО «Первый канал». Отвечает за организацию и проведение социальных акций и военно-патриотических мероприятий: ежегодной благотворительной акции «Стань первым!», посвященной международному дню защиты детей и благотворительной акции для военнослужащих и членов их семей «Первый в армии!» и др.
В 2013—2014 году принимал участие в разработке концепции, создании и запуске в эфир Астраханского регионального канала «Астрахань 24»
С 2019 года — по совместительству — советник Генерального директора АО «Первый канал. Всемирная сеть». Принял участие в запуске нового телеканала «Победа». Назначен председателем Попечительского совета этого телеканала.
В 2020 году, по распоряжению правительства Российской Федерации от 23 декабря, награждён Премией правительства Российской Федерации в области средств массовой информации за создание нового тематического телеканала «Победа»
В разные годы по инициативе А.Ильина были реализованы и другие крупномасштабные социально значимые проекты:
- Первые Конкурсы красоты и профессионального мастерства для девушек в погонах «Мисс Красная Звезда» (1997—2004);
- «Дембель-2000» — последний призыв в Вооруженные Силы РФ XX века;
- Премия «Победа» для лучших разработчиков отечественного вооружения в честь 60-летия Великой Победы (2005 год);
- «Проводы в армию!» Первые публичные проводы призывников в Вооруженные Силы с участием членов правительства Республики в Казани;
- Национальная Премия «Призвание» для лучших врачей России (придумал совместно с Е.Малышевой в 2000 году);
- Цикл документальных фильмов для детей школьного возраста «Прививка от фашизма» (2014 год).

## Семья и увлечения
Семейное положение: жена — Наталия (1962 г.р.), сын — Дмитрий (1985 г.р.), дочь — Дарья (1994 г.р.)
По словам ведущей «Армейского магазина» Даны Борисовой, Ильин был её первым мужчиной, также пришлось делать аборт от него, потому что тот не был готов расстаться с женой.
Хобби: хоккей, большой теннис, горные лыжи, нумизматика.